# Institut Monte Rosa
Das Institut Monte Rosa ist ein Internat und eine private, internationale Schule in Montreux-Territet, Schweiz. Das Schulgebäude liegt oberhalb des Genfersees und steht als Kulturgut von regionaler Bedeutung unter Denkmalschutz.

## Lage
Das Internat liegt in Hanglage auf einer Terrasse oberhalb der Uferpromenade. Im Norden schliesst sich das ehemalige «Hôtel Richelieu» an, das darauf folgende «Hôtel Bristol» wurde durch einen modernen Neubau ersetzt. Der Campus umfasst 6000 m².

## Geschichte der Schule
Die Institution des Essarts wurde 1874 von der Familie Essarts als «Pensionat für junge Mädchen» gegründet. In den 1960er-Jahren übernahm die Familie Gademann die Lehranstalt, die den heutigen Namen erhielt. Die Koedukation wurde 1964 eingeführt.
Junior und High School bereiten für englischsprachige Colleges, Hotelfachschulen und Universitäten vor. Daneben werden Ferienkurse angeboten. Die Schüler haben ein Alter von 9 bis 19 Jahren.

## Architektur und Denkmalschutz
Das Institut umfasst eine Villa im Burgenstil des Historismus. Nördlich schliesst sich ein dreiflügeliger Bau der Belle Époque an. Das gesamte Gebäude ist im Schweizerischen Inventar der Kulturgüter von regionaler Bedeutung (Kategorie B) eingetragen.

## Belege
1. ↑  Fliegende Blätter: Reise- und Bäderanzeiger 1928.
2. ↑  monterosa.ch: Präsentation. (deutsch, abgerufen am 30. Dezember 2022)
3. ↑  monterosa.ch: Mission & Pedagogical value. (englisch, abgerufen am 30. Dezember 2022)
4. ↑  Kantonsliste A- und B-Objekte Kanton VD. Schweizerisches Kulturgüterschutzinventar mit Objekten von nationaler (A-Objekte) und regionaler (B-Objekte) Bedeutung. In: Bundesamt für Bevölkerungsschutz BABS – Fachbereich Kulturgüterschutz, 1. Januar 2024, S. 18,  abgerufen am 27. Dezember 2022. (PDF; 390 kB, 18, Revision KGS-Inventar 2021 (Stand: 1. Januar 2023)).
5. ↑  KGS-Nr.: 6270